# Camille (1936)
Camille is een Amerikaanse dramafilm uit 1936 onder regie van George Cukor. Het scenario is gebaseerd op de roman La Dame aux Camélias (1848) van de Franse auteur Alexandre Dumas.

## Verhaal
Marguerite Gautier is een dame uit Parijs en ze wil trouwen met Armand Duval. Omdat ze daarvoor de toestemming van haar vader niet krijgt, loopt ze van huis weg. Aan lager wal en ziek ziet ze dat Armand nog steeds voor haar valt.

## Rolverdeling
| Acteur           | Personage          |
| ---------------- | ------------------ |
| Greta Garbo      | Marguerite Gautier |
| Robert Taylor    | Armand Duval       |
| Lionel Barrymore | Mijnheer Duval     |
| Elizabeth Allan  | Nichette           |
| Jessie Ralph     | Nanine             |
| Henry Daniell    | Baron de Varville  |
| Lenore Ulric     | Olympe             |
| Laura Hope Crews | Prudence Duvernoy  |
| Rex O'Malley     | Gaston             |